# 睫毛金腰
睫毛金腰（学名：Chrysosplenium lanuginosum var. ciliatum）为虎耳草科金腰属下的一个变种。

## 扩展阅读
- 維基物種上的相關：睫毛金腰